# Grote hersenen

Subdivisies van de hersenen van een embryo, die zich later tot volwassen structuren ontwikkelen

De grote hersenen, ook het cerebrum, het telencephalon, of de eindhersenen, zijn onderdeel van het centrale zenuwstelsel en omvatten het grootste deel van de menselijke hersenen. De grote hersenen verwerken impulsen afkomstig van sensorische zenuwcellen en reguleren vrijwillige beweging. Ze zijn tevens de plek waar de cognitieve en emotionele processen, onder andere logisch redeneren, planning, geheugen en emotie plaatsvinden.
De grote hersenen worden gekenmerkt door hun rimpelige voorkomen. Deze geplooide schil is de hersenschors, ook wel cortex genoemd. Onder de hersenschors bevinden zich nog andere structuren: het limbisch systeem, de basale ganglia en de reukkolf. De twee hersenhelften waaruit de grote hersenen bestaan, zijn verbonden door middel van een dikke bundel zenuwvezels: de hersenbalk. Twaalf paar hersenzenuwen verbinden de grote hersenen met sensorische zenuwcellen en spieren en klieren in hoofd, hals en bovenlichaam. In het binnenste van de grote hersenen bevindt zich het ventrikelstelsel. Dat is een systeem van buizen en holtes, gevuld met hersenvocht.
De kleine hersenen liggen onder de grote hersenen tegen de hersenstam aan.